# 7 (Bushido-Album)
7 ist das fünfte Soloalbum des Berliner Rappers Bushido. Es erschien im August 2007 und beinhaltet Gastbeiträge von Philippe Bühler, Chakuza, Kay One, Nyze oder auch Summer Cem.

## Entstehung und Veröffentlichung
Die Erstveröffentlichung von 7 erfolgte am 31. August 2007 bei ersguterjunge. Das Album erschien in seiner Originalausführung als CD mit 20 Titeln (Katalognummer: 88697 151022). Das Frontcover zeigt ein Porträt Bushidos mit Handfesseln und einer Ledermaske, wie sie Roman- und Filmfigur Hannibal Lecter trägt. Im Hintergrund ist eine Wand mit einem weißen B für Bushido und dem Albumtitel 7 zu sehen. Das Album ist auch als limitierte Version mit zusätzlicher DVD ab 16 Jahren erhältlich. Um das Album zu bewerben, erfolgte unter anderem am Erscheinungstag ein Liveauftritt in der MTV-Show TRL XXL.
Geschrieben wurden alle Lieder von Bushido selbst, in Zusammenarbeit mit wechselnden Koautoren. An der Produktion von 7 waren einige Hip-Hop-Musiker beteiligt. Hinter dem Horizont wurde von Milan Martelli produziert. Die Musik zu Es kann beginnen wurde von Bizzy Montana und das Lied Wer ich bin? wurde von Screwaholic beigesteuert. Diese standen beide bei Bushidos Label ersguterjunge unter Vertrag. Als Hauptproduzent kann das aus Chakuza und DJ Stickle bestehende Produktionsduo Beatlefield genannt werden. Diese haben die Musikstücke Alles verloren, Zeiten ändern sich, Wo du hier gelandet bist, Reich mir nicht deine Hand, Wahrheit, Stadt der Engel und Leben, das du nicht kennst produziert. Eine Produktion (So sein wie sie) wurde von Auditory beigesteuert. Das Stück Heile Welt wurde von Yvan Jaquemet produziert. Bushido selbst hat einen Song (Keine Sonne) produziert. Dieser eine Wunsch wurde von Blanco beigesteuert und Decay ist für die musikalische Untermalung von Abschaum verantwortlich. Des Weiteren wurden zwei Lieder von Steddybeats produziert. Diese sind Gibt es Dich? und Regenbogen. Außerdem wurde Asylantenstatus von David Dos Santos produziert.

## Albumtitel und Inhalt
Im Interview erklärte der Rapper, dass man den Titel 7 auf verschiedene Art interpretieren könne. Als Beispiele stellte er heraus, dass es sich zum einen um sein siebtes Soloalbum handelt (er kommt auf sieben Alben, da er Demotape und King of Kingz mitzählt), man es aber auch auf die sieben Tugenden des Samurai oder die Anzahl der Buchstaben seines Künstlernamens beziehen könne.
In einer späteren Ausgabe von TV total bei Stefan Raab gab er hingegen an, dass sich die 7 lediglich durch die Tatsache erkläre, dass es das siebte Album sei. Außerdem bezieht der Künstler sich sowohl in seinem Intro, als auch in dem Song Abschaum auf den Film Sieben von David Fincher.
In dem Song Gibt es dich offenbart Bushido, dass er Single ist und seine Traumfrau bisher nicht gefunden hat. Er fragt sich, ob es sie wirklich gibt: eine Frau, die ihm stets treu ist, in ihm den wahren Menschen, nicht den Rapper, sieht und ihn so akzeptiert, wie er ist.

## Titelliste
| Nr.          | Titel                              | Produzenten      | Länge   |
| ------------ | ---------------------------------- | ---------------- | ------- |
| 1.           | Intro                              | Beatlefield      | 1:58    |
| 2.           | Hinter dem Horizont                | Martelli         | 4:11    |
| 3.           | Es kann beginnen                   | Bizzy Montana    | 3:46    |
| 4.           | So sein wie sie                    | Auditory         | 3:46    |
| 5.           | Heile Welt (feat. Chakuza)         | Yvan Jaquemet    | 4:18    |
| 6.           | Dieser eine Wunsch                 | Blanco           | 4:08    |
| 7.           | Alles verloren                     | Beatlefield      | 4:26    |
| 8.           | Abschaum                           | Decay            | 4:02    |
| 9.           | Zeiten ändern sich                 | Beatlefield      | 4:09    |
| 10.          | Gibt es Dich?                      | Steddybeats      | 4:04    |
| 11.          | Keine Sonne (feat. Kay One)        | Bushido          | 3:50    |
| 12.          | Wo Du hier gelandet bist           | Beatlefield      | 3:43    |
| 13.          | Reich mir nicht deine Hand         | Beatlefield      | 3:59    |
| 14.          | Asylantenstatus (feat. Summer Cem) | David Dos Santos | 4:09    |
| 15.          | Regenbogen                         | Beatlefield      | 3:45    |
| 16.          | Wer ich bin?                       | Screwaholic      | 3:51    |
| 17.          | Wahrheit (feat. Philippe)          | Beatlefield      | 4:10    |
| 18.          | Stadt der Engel (feat. Nyze)       | Beatlefield      | 3:40    |
| 19.          | Leben, das Du nicht kennst         | Beatlefield      | 3:32    |
| 20.          | Outro                              | Beatlefield      | 2:01    |
| Gesamtlänge: | Gesamtlänge:                       | Gesamtlänge:     | 1:15:29 |

Limitierte Edition (CD + DVD)
1. Tourfilm
2. Live
3. Interview
4. Blow-Up (Mega-Poster in Berlin)
5. Making Of „Alles verloren“
6. Alles verloren
7. Therapie TV

## Singleauskopplungen
Alles verloren ist der erste Song des Albums, der als Single ausgekoppelt wurde. Auf der Premium-Single kann man neben der Album-Version eine Instrumental-Version sowie einen Screwaholic-Remix, einen Bizzy-Montana-Remix und das Musikvideo zu dem Song finden. Auf der Basic-Version befindet sich neben der Album-Version ebenfalls das Musikvideo.
Alles verloren stieg auf Platz 4 der deutschen Singlecharts ein. Damit ist der Song die erste Single von Bushido, die in die Top 10 einsteigen konnte. In Österreich konnte der Rapper mit seiner ersten Singleauskoppelung Platz 11 der Charts belegen. In der zweiten Woche schaffte er es auf Platz 3 der österreichischen Charts.
Als zweite Singleauskopplung folgte nun der Song Reich mir nicht deine Hand. Sie wurde am 16. November 2007 ausgekoppelt.
Neben dem Titeltrack befinden sich auch noch zwei exklusive Remixe, zum einen von Decay und zum anderen von D-Bo, zusammen mit dem auf Rügen gedrehten Videoclip auf der Single. Zudem chartete die Single auf Platz 23 der deutschen Singlecharts.
Singles in den Charts

| Jahr | Titel                        | Höchstplatzierung, Gesamtwochen, AuszeichnungChartplatzierungen (Jahr, Titel, , Platzierungen, Wochen, Auszeichnungen, Anmerkungen) | Höchstplatzierung, Gesamtwochen, AuszeichnungChartplatzierungen (Jahr, Titel, , Platzierungen, Wochen, Auszeichnungen, Anmerkungen) | Höchstplatzierung, Gesamtwochen, AuszeichnungChartplatzierungen (Jahr, Titel, , Platzierungen, Wochen, Auszeichnungen, Anmerkungen) | Anmerkungen                                               |
| Jahr | Titel                        | DE | AT | CH | Anmerkungen                                               |
| ---- | ---------------------------- | --- | --- | --- | --------------------------------------------------------- |
| 2007 | Alles verloren 7             | DE4 Gold · (14 Wo.)DE | AT3 (20 Wo.)AT | CH22 (11 Wo.)CH | Erstveröffentlichung: 17. August 2007 Verkäufe: + 150.000 |
| 2007 | Reich mir nicht deine Hand 7 | DE23 (9 Wo.)DE | AT28 (10 Wo.)AT | — | Erstveröffentlichung: 16. November 2007                   |

## Kommerzieller Erfolg

### Chartplatzierungen
Das Album stieg auf Platz 1 der Media-Control-Charts in Deutschland ein. Somit konnte Bushido zum ersten Mal in seiner Karriere den Sprung auf Platz 1 der deutschen Album-Charts schaffen. Das Album soll bereits durch die Anzahl der Vorbestellungen sieben Tage vor offizieller Veröffentlichung Gold-Status erreicht haben. Auch in Österreich und der Schweiz schaffte es Bushido zum ersten Mal mit einem Album auf Platz 2 der jeweiligen Hitlisten. Des Weiteren erreichte das Album in Österreich Platinstatus.
| ChartsChartplatzierungen | Höchstplatzierung | Wochen |
| ------------------------ | ----------------- | ------ |
| Deutschland (GfK)        | 1 (33 Wo.)        | 33     |
| Österreich (Ö3)          | 2 (14 Wo.)        | 14     |
| Schweiz (IFPI)           | 2 (10 Wo.)        | 10     |

| ChartsJahrescharts (2007) | Platzierung |
| ------------------------- | ----------- |
| Deutschland (GfK)         | 41          |
| Österreich (Ö3)           | 49          |
| Schweiz (IFPI)            | 79          |

### Auszeichnungen für Musikverkäufe
| Land/Region        | Auszeichnungen für Musikverkäufe (Land/Region, Auszeichnung, Verkäufe) | Verkäufe |
| ------------------ | ---------------------------------------------------------------------- | -------- |
| Deutschland (BVMI) | Platin                                                                 | 200.000  |
| Österreich (IFPI)  | Platin                                                                 | 20.000   |
| Insgesamt          | 2× Platin ·                                                            | 220.000  |